# Pogonotriccus lanyoni
El orejerito antioqueño o tiranuelo antioqueño (Pogonotriccus lanyoni) es una especie de ave paseriforme de la familia Tyrannidae, perteneciente al género Pogonotriccus, anteriormente colocada en el género Phylloscartes por diversos autores. Es endémico de Colombia y se encuentra amenazado de extinción.

## Distribución y hábitat
Se distribuye en los bosques del piedemonte entre las cordilleras Central y Oriental de Colombia, en Antioquia y este de Caldas, entre los 450 y 1090 m de altitud.
Esta especie es considerada poco común y local en sus hábitats naturales: el estrato bajo y los bordes de bosques húmedos de estribaciones montañosas.

## Estado de conservación
El orejerito antioqueño ha sido calificado como amenazado de extinción por la Unión Internacional para la Conservación de la Naturaleza (IUCN) debido a su pequeña zona de distribución, severamente fragmentada, y en la cual la pérdida de hábitat viene ocurriendo a una tasa muy rápida, y a que su población, estimada entre 600 a 1700 individuos maduros, se presume estar en decadencia, y conformada de subpoblaciones extremadamente pequeñas.

## Descripción
Mide en promedio 11 cm de longitud. Tiene el píleo y nuca gris verdosos o azulados, rostro amarillento con motas sobre el pico y medio anillo ocular inferior blancuzcos. Su dorso es oliva grisáceo; alas con bordes pardos más oscuros y amarillos. Su cuello, pecho y vientre son de color amarillo brillante.

## Comportamiento
Busca alimento en grupo, alimentándose de insectos que encuentra en la cara inferior de las hojas y ramas. Vuela de una rama a otra permaneciendo varios minutos posado, vocalizando repetidamente sonidos cortos y agudos. Anida en arbustos cerca de corrientes de agua.

## Sistemática

### Descripción original
La especie P. lanyoni fue descrita por primera vez por el ornitólogo estadounidense Gary R. Graves en 1988 bajo el nombre científico Phylloscartes lanyoni; su localidad tipo es: «El Pescado, 12 km abajo de Pto. Valdivia en el Río Cauca, ca. 1500-1700 pies [475-518 m], Antioquia, Colombia». El holotipo, un macho adulto colectado el 15 de mayo de 1948, se encuentra depositado en el Museo Nacional de Historia Natural de los Estados Unidos, bajo el número USNM 402716.

### Etimología
El nombre genérico masculino «Pogonotriccus» se compone de las palabras del griego «pōgōn, pōgonōs» que sinifica ‘barba’, y «τρικκος trikkos»: pequeño pájaro no identificado; en ornitología, triccus significa «atrapamoscas tirano»; y el nombre de la especie «lanyoni» conmemora al ornitólogo estadounidense Wesley Edwin Lanyon (1926 – 2017).

### Taxonomía
Esta especie, que exhibe características morfológicas y comportamentales diferenciadas, ya era situada en el género Pogonotriccus por el Congreso Ornitológico Internacional (IOC),  así como por diversos otros autores, y en Phylloscartes por otros. Finalmente, los amplios estudios genéticos de Harvey et al. (2020) confirmaron que Phylloscartes y Pogonotriccus constituyen dos clados diferentes. Sobre estas evidencias, el Comité de Clasificación de Sudamérica (SACC), en la Propuesta No 959 reconocío la inclusión de esta y otras especies en Pogonotriccus.
Es monotípica.